# Université de l'Extrême Sud de Santa Catarina
L'université de l'Extrême Sud de Santa Catarina (Universidade do Extremo Sul Catarinense ou UNESC) est une université brésilienne dont le siège se situe à Criciúma, dans le sud de l'État de Santa Catarina. 
Institution de droit privé, elle fut créée en 1997, succédant à la Fondation pour l'Éducation de Criciúma (Fundação Educacional de Criciúma, ou FUCRI).
Elle est implantée sur deux campus: Criciúma et Araranguá.